# 燕京ビール

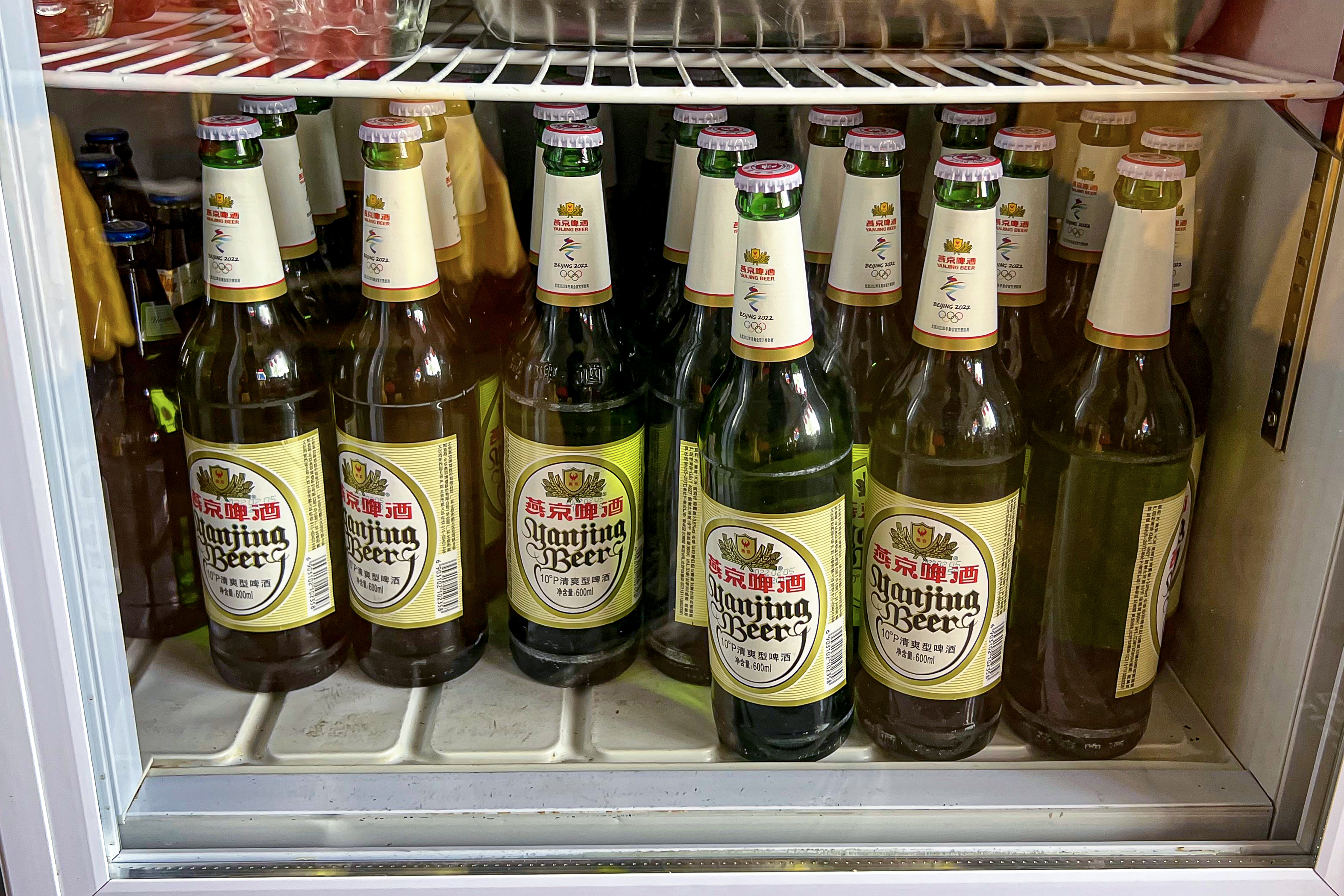
燕京ビール（普通）

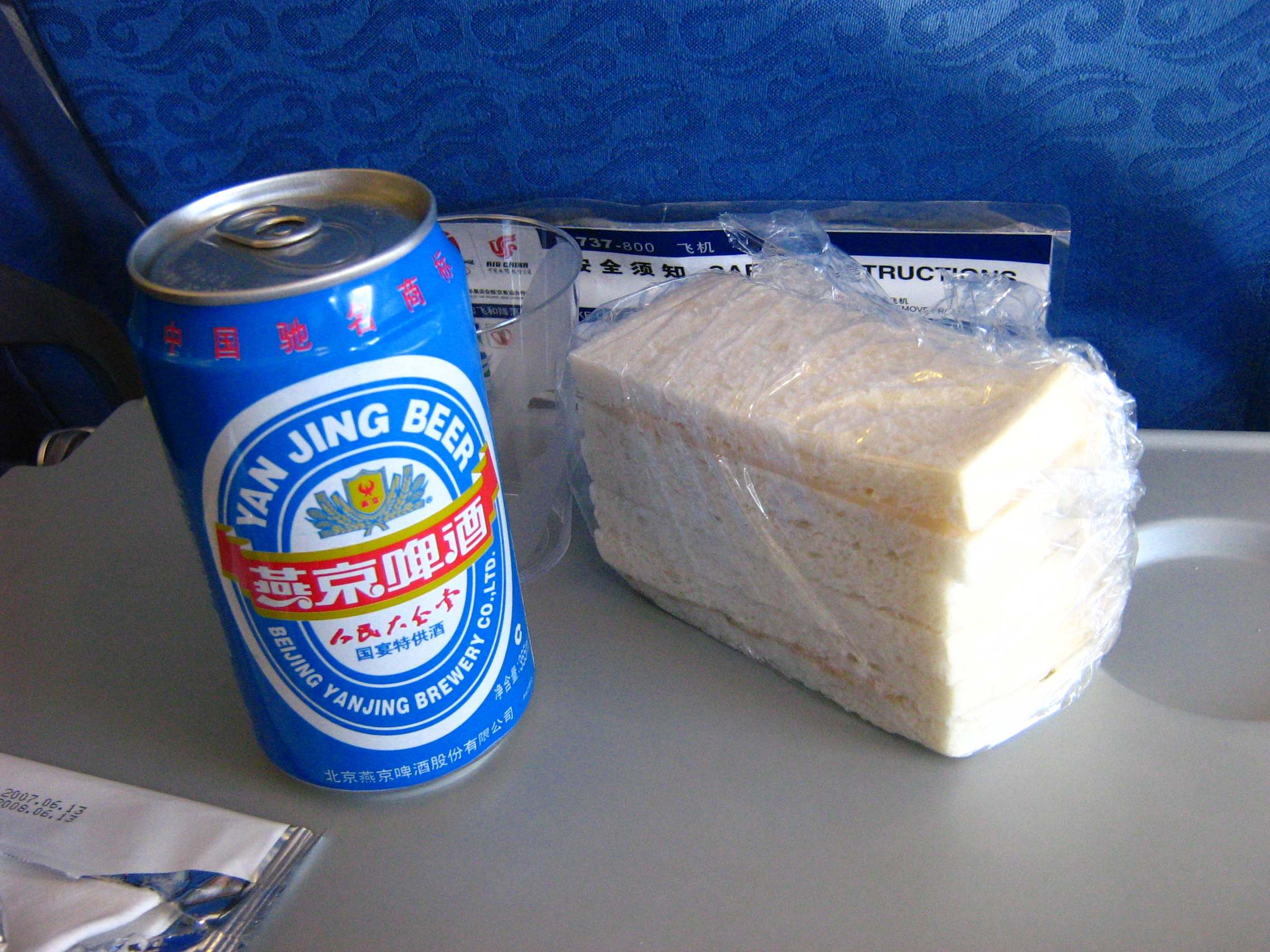
燕京ビール（青缶）

燕京ビール（えんきょうビールまたはえんけいビール）は、中華人民共和国北京市のビール醸造会社及びブランドである。正式社名は燕京啤酒股份有限公司（Yanjing Brewery Company Limited）。本社は順義区にある。
1980年に中国・北京で創業された。「燕京」は北京の古い別名で、紀元前の華北地方にあった「燕の国の首都」という意味。北京では地元のビールとして占有率も高く、親しまれている。ビール製造業の他に、清涼飲料水製造、バイオ関連事業も傘下に所属している。董事長兼総経理は李福成。

## 沿革
- 1980年に中国・北京で創業された。
- 1993年に持ち株会社グループに改組。
- 1995年、華斯ビール（华斯啤酒）を合併、ビール生産量で中国国内最大となる。
- 1997年、上海証券取引所と香港証券取引所に株式を上場。「中国馳名商標（中国驰名商标）」に認定される。
- 2001年、2008年北京オリンピックの公式ローカルスポンサーとなることを発表。
- 2005年現在、年間生産量は311万トンを超え、中国有数のビール会社の一つとして数えられている。

## 製品一覧
燕京ビールの主な製品は下記の通り。「10ºP」などの表示は原材料中の麦汁濃度を示す。アメリカ式の表示であり、10ºP＝10º Proof＝約5%（容量）。

### 燕京ビール主力製品
- 10ºP清爽型燕京啤酒：天然ミネラルウォーター使用、さっぱり感があるピルスナー・タイプのラガー。
- 11ºP清爽型燕京啤酒：ピルスナー・タイプのラガー。
- 11ºP燕京纯生啤酒：天然ミネラルウォーター使用、精選された麦芽を用いたこだわりのあるピルスナー・タイプのラガー。ラベルには大きく「純生」と表示。
- 12ºP精品：明るい金色の芳醇タイプ。
- 12ºP燕京王啤酒：王者の風格のある高級タイプ。
- 10ºP超爽

### 過去からの人気製品
- 11ºP精品燕京啤酒：人民大会堂公式製品にも選ばれた、天然ミネラルウォーター使用の当時の主力商品。
- 8ºP低醇：ライトでさわやかなタイプ。

### 限定商品
- 8ºP优级：高級タイプ。
- 燕京冰啤：燕京アイスビール。ラベルに「ICE BEER」と大きく表示。
- 金小麦啤酒：ドイツのババリア地方の厳選された小麦とホップを使い、ドイツ技術者の指導のもと、ヨーロッパのビールの伝統の味を再現。
- 11ºP燕京菊花啤酒(保健型)：菊花の香りがほのかにする、ダイエット型のビール。
- 特制啤酒：天然ミネラルウォーター、高級麦芽使用による高級タイプ。
- 11ºP无醇啤酒：ノンアルコール・ビール（アルコール分0.5%以下）。ラベルには「Alcohol Free」と表示。
- 燕京Party
- 燕京本色啤酒：バーなどでの限定供給を意図した商品。ラベルには「STYLE DRAFT」。
- 燕京听装黑啤酒：天然ミネラルウォーター使用の黒ビール。黒い缶で「黒啤」と表示。
- 11ºP精品燕京啤酒：青色の缶で供給される。中国国際航空など航空会社の機内供給用。
- 11ºP燕京柠檬、菠萝果味啤酒：それぞれレモン、パイナップル果汁入り。

### 清涼飲料水
- 燕京東東乳製品
- 燕京爽口青橙：青ミカン
- 燕京冰红茶：アイスティー
- 燕京低糖绿茶：低糖緑茶
- 燕京茉莉清茶 ：ジャスミンティー
- 燕京新鲜橙：ビタミン入りオレンジ
- 燕京天然矿泉水：ミネラルウォーター
- 燕京可乐：燕京コーラ

### その他
- 燕京納豆：納豆
- 燕京香醋：酢
- 燕京酱油：醤油

## スポーツへの協賛
2008年開催の北京オリンピックのローカルスポンサー（公式スポンサー）であった。